# Улица Дмитрия Лизогуба
Улица Дмитрия Лизогуба (укр. Вулиця Дмитра Лизогуба) — улица в Деснянском районе города Чернигова. Пролегает от тупика возле улицы Оборонцев Чернигова (Александра Молодчего) до улицы Милорадовичей.
Примыкает улица Владимира Ивасюка (Менделеева).

## История
Стриженская улица была проложена в середине 19 века. Название улицы связано с расположенной поблизости рекой Стрижень. В связи с подготовкой к празднованию столетия со дня смерти М. Ю. Лермонтова (1814—1841), в 1941 году Стриженская улица переименована на улицу Лермонтова — в честь русского поэта Михаила Юрьевича Лермонтова.
В 1980 году восточная часть улицы Лермонтова была выделена в отдельную улицу под современным названием — в честь русского революционера, уроженца Черниговщины Дмитрия Андреевича Лизогуба.

## Застройка
Улица пролегает в северо-восточном направлении параллельно улице Шевченко.
Парная и непарная стороны улицы заняты усадебной застройкой. Конец улицы парная сторона занят зданиями улиц Менделеева и Милорадовичей. 
Учреждения:
1. дом № 11/3 — Черниговская областная организация «УТОС»
2. дом № 13 — «Украинское общество трезвости и здоровья»; «Украгропромстрой»

Есть ряд значимых и рядовых исторических зданий, что не являются памятниками архитектуры или истории: усадебные дома №№ 11/3, 13, 15, 17.